# تيكس هوفمان
تيكس هوفمان (بالإنجليزية: Tex Hoffman)‏ هو لاعب كرة قاعدة أمريكي، ولد في 30 نوفمبر 1893 في سان أنطونيو في الولايات المتحدة، وتوفي في 19 مايو 1947 في نيو أورلينز في الولايات المتحدة.
لعب تسع مباريات لصالح  كليفلاند إنديانز  خلال موسم 1915. استمرت مسيرته في الدوري الثانوي حتى عام 1935. بعد ذلك تولّى تدريب فريق تالاهاسي في دوري جورجيا-فلوريدا منذ 1935 حتى 1937.

## وصلات خارجية
- تيكس هوفمان على موقعبيزبول رفرنس.كوم (الدوري الرئيسي) (الإنجليزية)
- تيكس هوفمان على موقعبيزبول رفرنس.كوم (الدوري الثانوي) (الإنجليزية)